# Katarzyna Lubnauer
Katarzyna Anna Lubnauer (née Libudzisz le 24 juillet 1969) est une femme politique, féministe, mathématicienne et enseignante polonaise. Elle est membre du Parlement polonais et ancienne dirigeante du parti politique libéral .Moderne (.Nowoczesna).

## Formation
Elle est née Katarzyna Libudzisz le 24 juillet 1969 à Łódź de sa mère Zdzisława, professeure de microbiologie et de son père Jerzy, chimiste. Sa famille vit à Łódź depuis la seconde moitié du XIXe siècle. Elle est diplômée du lycée n°3 Tadeusz Kościuszko de Łódź ainsi que de l'université de Łódź. Elle travaille brièvement comme enseignante avant de décider de poursuivre ses études à l'université de Łódź où elle devient chargée de cours à la Faculté de mathématiques. Elle obtient son doctorat en mathématiques en 2001 après avoir rédigé sa thèse de doctorat intitulée Théorèmes limites en probabilités quantiques. Elle assume ensuite le poste de professeur adjoint au Département de théorie des probabilités et de statistique,,. 

## Carrière politique
En 1993, elle travaille pour l'Union démocratique et en 1994, pour l'Union pour la liberté, où elle est l'une des dirigeants locaux du parti à Łódź. Entre 1998 et 2002, elle est membre du conseil municipal de Łódź. En 2001, elle est l'une des candidates à la tête de l'Union pour la Liberté à Łódź. Elle est membre du dernier Conseil général de l'Union de la Liberté et, en 2005, elle est l'une des dirigeantes du Parti démocrate nouvellement réformé – demokraci.pl. Elle se présente sans succès aux élections à la Diète (Sejm) en 2001 et 2005.
Elle publie des articles dans Liberté ! magazine et elle est l'un des organisateurs du Festival de la science, de la technologie et des arts à Łódź. En 2015, avec Leszek Jażdżewski, elle est l'une des initiatrices de la campagne École laïque, qui vise à réduire le financement public des cours d'éducation religieuse dans les écoles publiques de Pologne. 
Lors des élections législatives polonaises de 2015, en tant que candidate du parti politique .Moderne, elle remporte un siège au Sejm en partant de la première position sur la liste électorale du parti dans la circonscription de Łódź. Elle reçoit un total de 18 549 voix. En 2016, elle est nommée vice-présidente du parti et de janvier à mai 2017, elle en est la porte-parole. En avril de la même année, elle assume également le poste de présidente du groupe parlementaire du parti Moderne. Le 25 novembre 2017, lors du congrès du parti à Varsovie, elle est élue chef du parti Moderne, battant lors d'un vote serré son fondateur d'origine Ryszard Petru,. Le 9 janvier 2018, elle est remplacée par Kamila Gasiuk-Pihowicz à la présidence du groupe parlementaire du parti Moderne. En novembre 2019, elle démissionne de la tête du parti et elle est remplacée par Adam Szłapka. 

## Vie privée
En 1991, elle épouse Maciej Lubnauer, un financier avec qui elle a une fille.  
Elle s'est également déclarée publiquement athée. 

## Voir également
- Ryszard Petru
- .Moderne
- Politique en Pologne